# NGC 1286
NGC 1286 is een lensvormig sterrenstelsel in het sterrenbeeld Eridanus. Het hemelobject werd op 10 november 1885 ontdekt door de Amerikaanse astronoom Lewis A. Swift.

## Synoniemen
- PGC 12250
- MCG 1-9-25
- NPM1G -07.0122